# Jürgen Keck
Jürgen Keck (* 28. Juli 1961 in Radolfzell am Bodensee) ist ein deutscher Politiker (FDP). Er war von 2016 bis 2021 Abgeordneter im Landtag von Baden-Württemberg.

## Leben
Jürgen Keck wurde in Radolfzell-Böhringen geboren, ist verheiratet und Vater von zwei Kindern. Nachdem er eine Ausbildung zum Industriekaufmann erfolgreich absolviert hatte, war er fast 30 Jahre Leiter der Logistik bei einem mittelständischen Unternehmen.
Jürgen Keck ist verheiratet und Vater zweier Kinder. Er ist katholischer Konfession.

## Politik
Keck ist seit 1994 in der Kommunalpolitik engagiert. 1994 wurde er in den Ortschaftsrat von Radolfzell-Böhringen gewählt. Seit 2004 ist er Mitglied im Gemeinderat der Stadt Radolfzell, in welchem er seit 2009 den Fraktionsvorsitz der FDP übernommen hat. 2004 wurde er außerdem Mitglied im Kreistag des Landkreises Konstanz und wirkte im Sozialausschuss und in der Kreisjugendhilfe sowie als Beirat im Job-Center mit. Seit 2009 ist Keck aktives Mitglied im Regionalverband Hochrhein-Bodensee und seit 2014 auch dort als Fraktionsvorsitzender der FDP aktiv.
Keck erhielt bei der Landtagswahl in Baden-Württemberg 2016 für die FDP im Landtagswahlkreis Konstanz 9,1 Prozent. Über ein Zweitmandat konnte er in den Landtag von Baden-Württemberg einziehen. Dort war er Mitglied im Ausschuss für Soziales und Integration, im Verkehrsausschuss, im Petitions- und Wahlprüfungsausschuss. Des Weiteren ist er Mitglied im Oberrheinrat.
Bei der Landtagswahl 2021 kandidierte Keck erneut im Wahlkreis Konstanz, verfehlte jedoch den Wiedereinzug in den Landtag.
Im Jahr 2024 wird er Ortsvorsteher von Böhringen.